# Interruptor de control de potencia

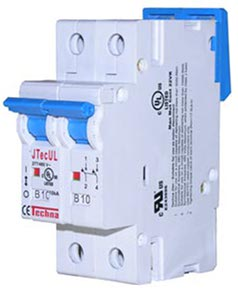
Un interruptor automático.

Un Interruptor de Control de Potencia (ICP) era un interruptor magnetotérmico instalado después del contador eléctrico, al inicio de la instalación eléctrica en cada sede, ya fuese residencial, comercial o industrial (dependiendo de las necesidades del cliente) en España, que tenía como objetivo que una instalación eléctrica no superase la potencia contratada.

## Provisión y funcionamiento
La distribuidoras de energía eléctrica se ocupaban de su certificación instalando un precinto de seguridad, con el fin de que no fuese manipulado y que no se incumpliese lo contratado.
Su función era controlar la potencia consumida por el cliente en cada momento, de tal forma que cuando dicha potencia consumida excediese los límites de la potencia contratada, detenía el suministro eléctrico, por lo que era necesario rearmarlo para reanudar el servicio.
En España está regulado por la norma UNE 20317, que define la curva de disparo, es decir, el tiempo de disparo en función de la sobreintensidad, siendo ésta similar a una curva C.

## En la actualidad
Con el proceso de transición energética, el Interruptor de Control de Potencia debe quedar anulado de la instalación, pasando a incorporar dicha función el contador de telegestión, con una mayor tolerancia de disparo.
El proceso actual de rearme del contador de telegestión tras un consumo que exceda los límites de la potencia contratada, con el fin de reanudar el servicio, se compone de los siguientes pasos:
1. Desarmar el interruptor magnetotérmico general de la instalación.
2. Desconectar la carga o su circuito.
3. Esperar unos segundos.
4. Proceder al rearme del interruptor magnetotérmico general.